# سریشابری
سریشابری (به لاتین: Sarishabari) یک منطقهٔ مسکونی در بنگلادش است که در ناحیه جمال‌پور واقع شده‌است. سریشابری ۲۶۳٫۴۸ کیلومتر مربع مساحت و ۳۲۵٬۳۲۰ نفر جمعیت دارد.